# Orust Quality Yachts
Orust Quality Yachts är ett svenskt privatägt holdingföretag, som ägs av investmentbolaget Hexiron i Lund. Det äger sedan 2018 Arcona Yachts i Gustavsberg samt segelbåtsvarumärket Najad.